# Mantas Savėnas
Mantas Savėnas (ros. Мантас Савенас, ur. 27 sierpnia 1982 w Poniewieżu) – litewski piłkarz występujący na pozycji pomocnika, reprezentant Litwy w latach 2003−2011.

## Sukcesy

### Zespołowe
Litwa
- Baltic Cup: 2010

Ekranas Poniewież
- mistrzostwo Litwy: 2005, 2011, 2012
- Puchar Litwy: 1999/00, 2010/11
- Superpuchar Litwy: 2005

### Indywidualne
- król strzelców A lygi: 2005 (27 goli)
- najlepszy piłkarz grający na Litwie: 2005